# Вільянуева-дель-Росаріо
Вільянуева-дель-Росаріо (ісп. Villanueva del Rosario) — муніципалітет в Іспанії, у складі автономної спільноти Андалусія, у провінції Малага. Населення — 3698 осіб (2010).
Муніципалітет розташований на відстані близько 380 км на південь від Мадрида, 33 км на північ від Малаги.

## Демографія
Динаміка населення (INE ):

## Галерея зображень

Розташування муніципалітету у провінції Малага
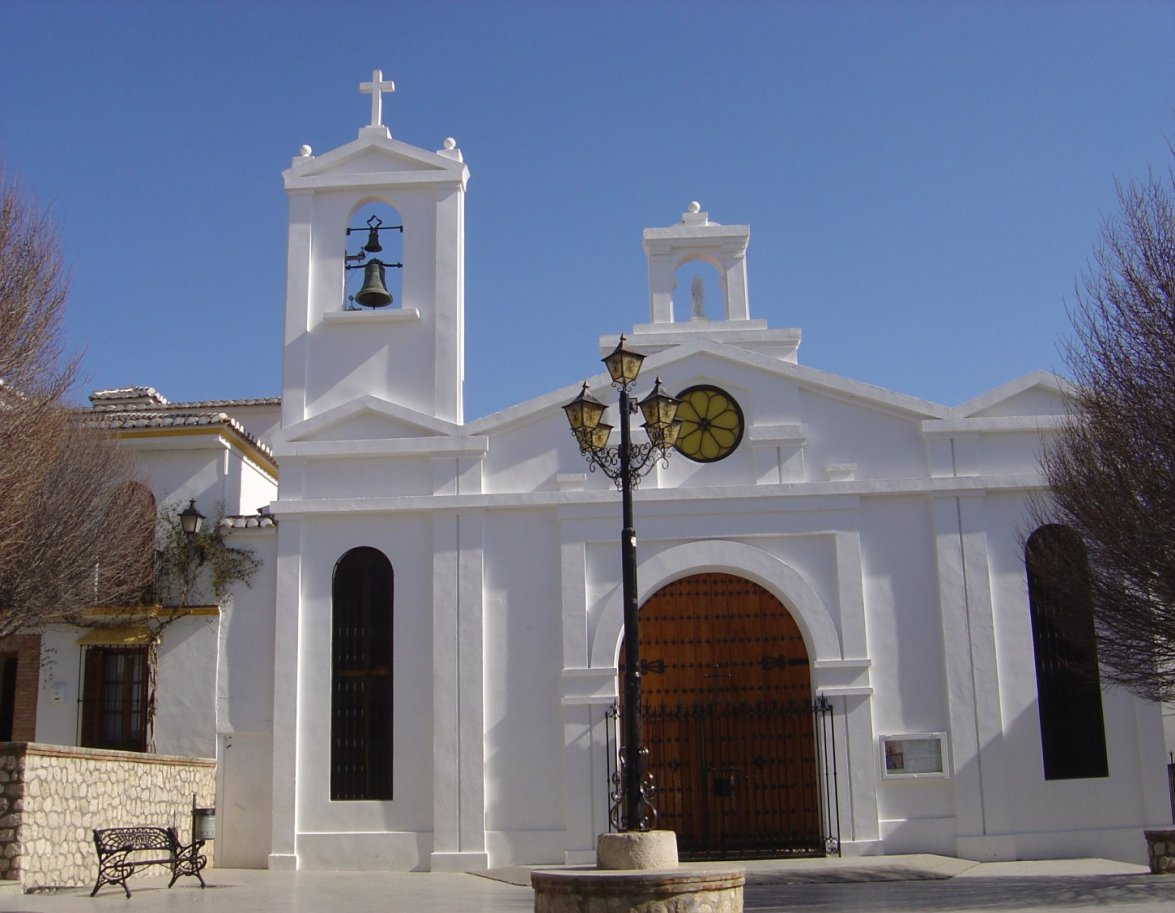
Церква Нуестра-Сеньйора-дель-Росаріо‎
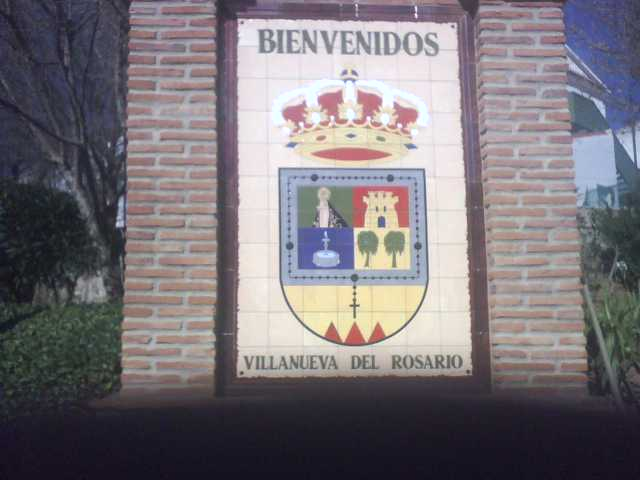
Герб